# Липські

Герб Липських

Липські, пани з Липи (чеськ. z Lipé), або фон Лейпи (нім. von Leipa) — чеський шляхетний рід. Піддані Богемської корони. Належав до панського стану (німецькою — гери). Відгалуження дому Роновичів. Назва роду походить від Липи (нині — Чеська Липа). Ведуть початок від каштеляна Сміла Роновича Світлицького (? — 1216), онук якого Хвал з Липи заснував поселення Липа й володів землями аж до Житави. Ще в ХІІІ ст. рід розділився на Липську і Піркштейнську (німецькою — Перкенштайнську) гілки. У XIV—XVI ст. голови роду позмінно займали почесну посаду найвищого маршалка Богемії, голови Богемського сейму. З XIV ст. володіли містом Раттай (нині — Ратай-над-Сазавою). Герб — у золотому щиті дві чорні гілки, покладені навхрест; в клейноді — короп.

## Ім'я
- Липські — українізована назва.
- з Липи (чеськ. z Lipé) — чеська назва.
- фон Лейпи (старонімецькою) / Ляйпи (сучас.-нім. von Leipa)

## Герб
У золотому щиті дві чорні гілки (від нім. ronne), покладені навхрест; шолом із 5 павиними перами; в клейноді — золотий короп; намет чорний, підбитий золотом. Походить від герба дому Роновичів, який мають також інші гілки цього дому: Ліхтенбурки, Клінштейнівські (з Клінштейна), Дубські (з Дуби) і Роновські (з Ронова).

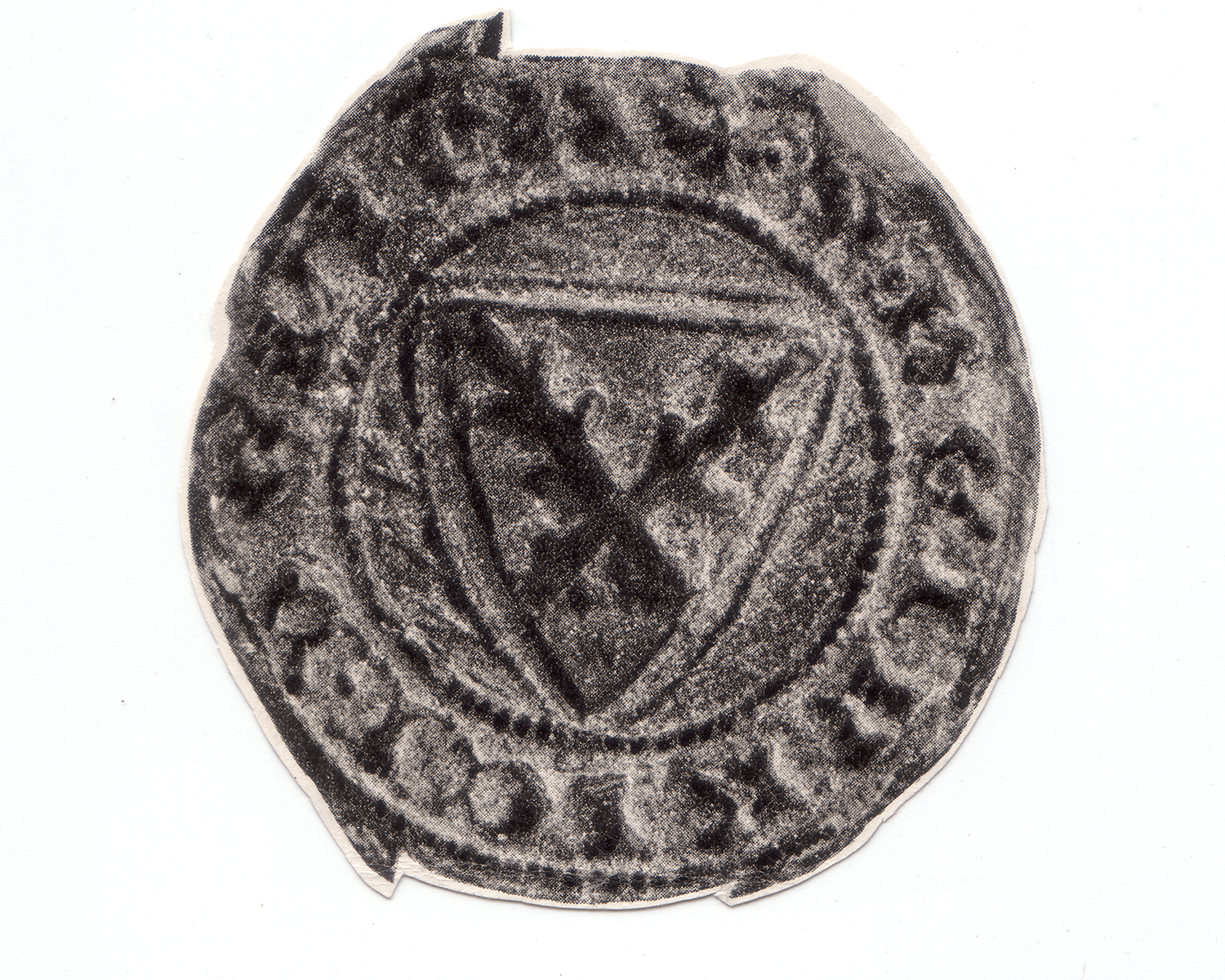
Печатка Липських (1316)
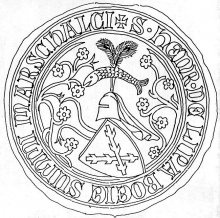
Печатка Генріха І (XIV ст.)
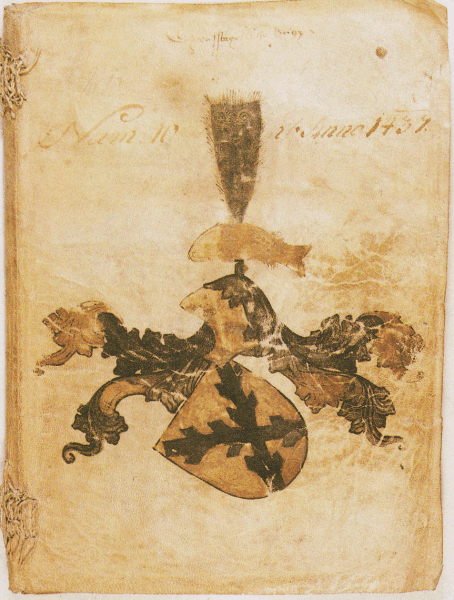
Герб Липських (XVII ст.)
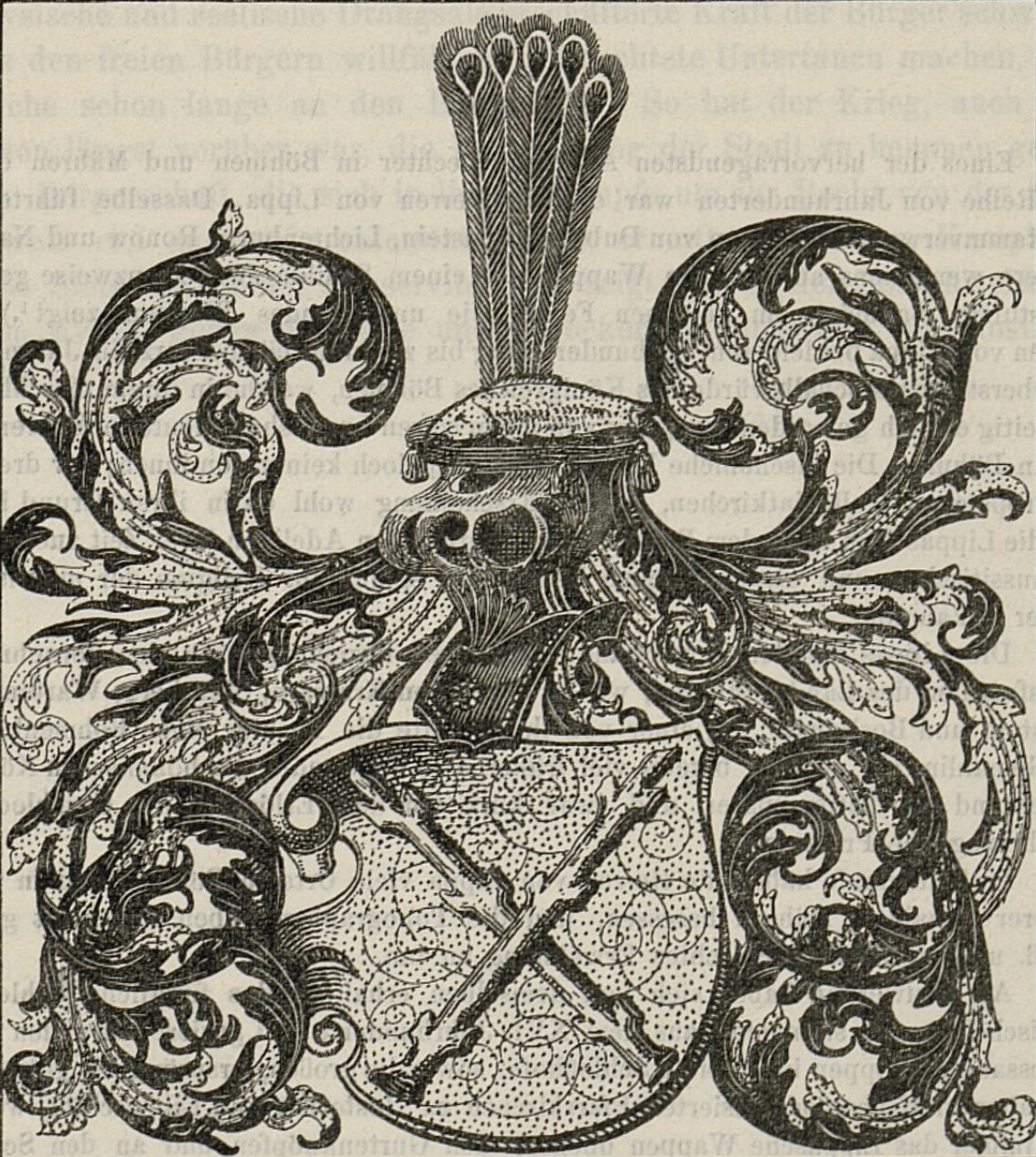
Герб Липських (1908)
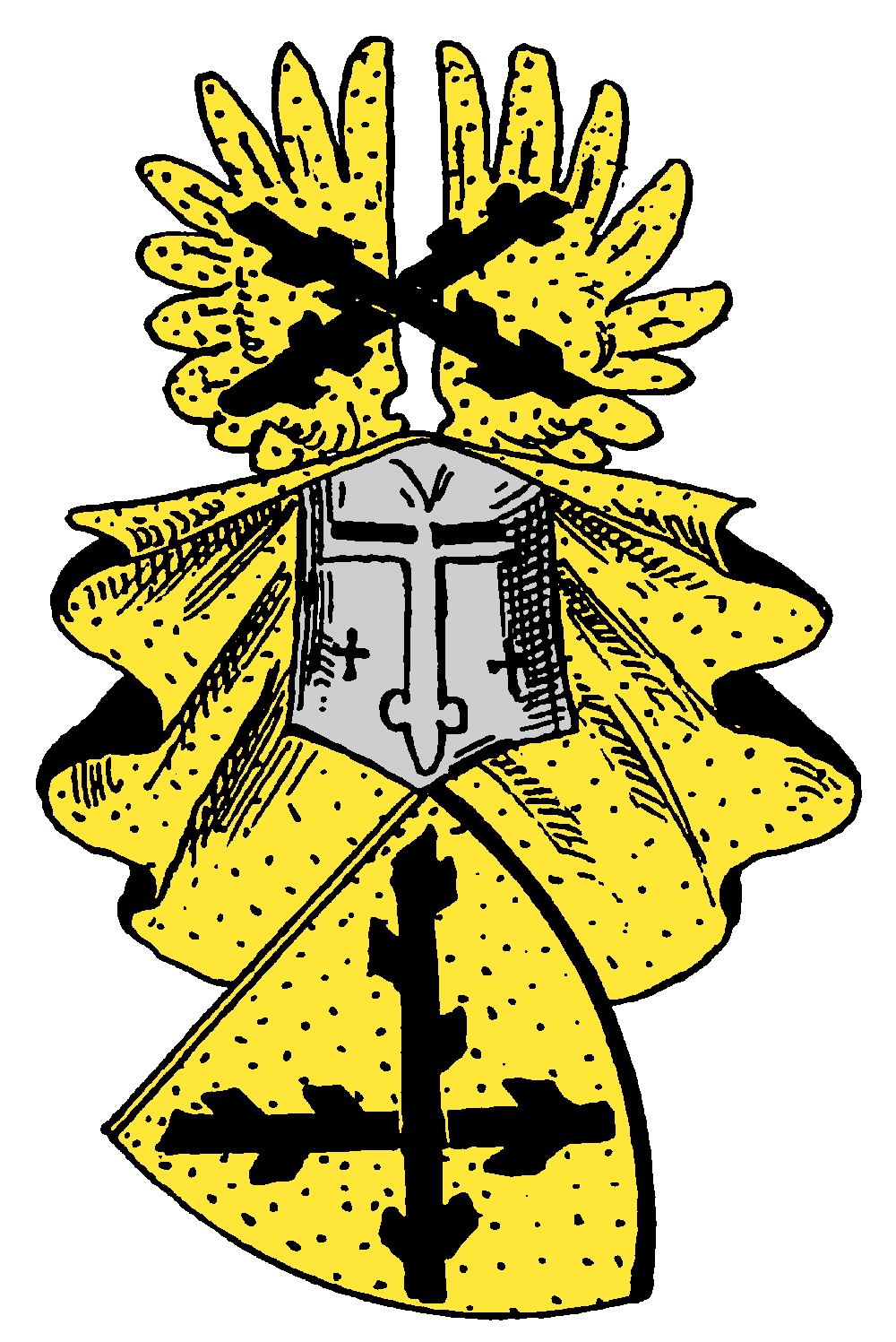
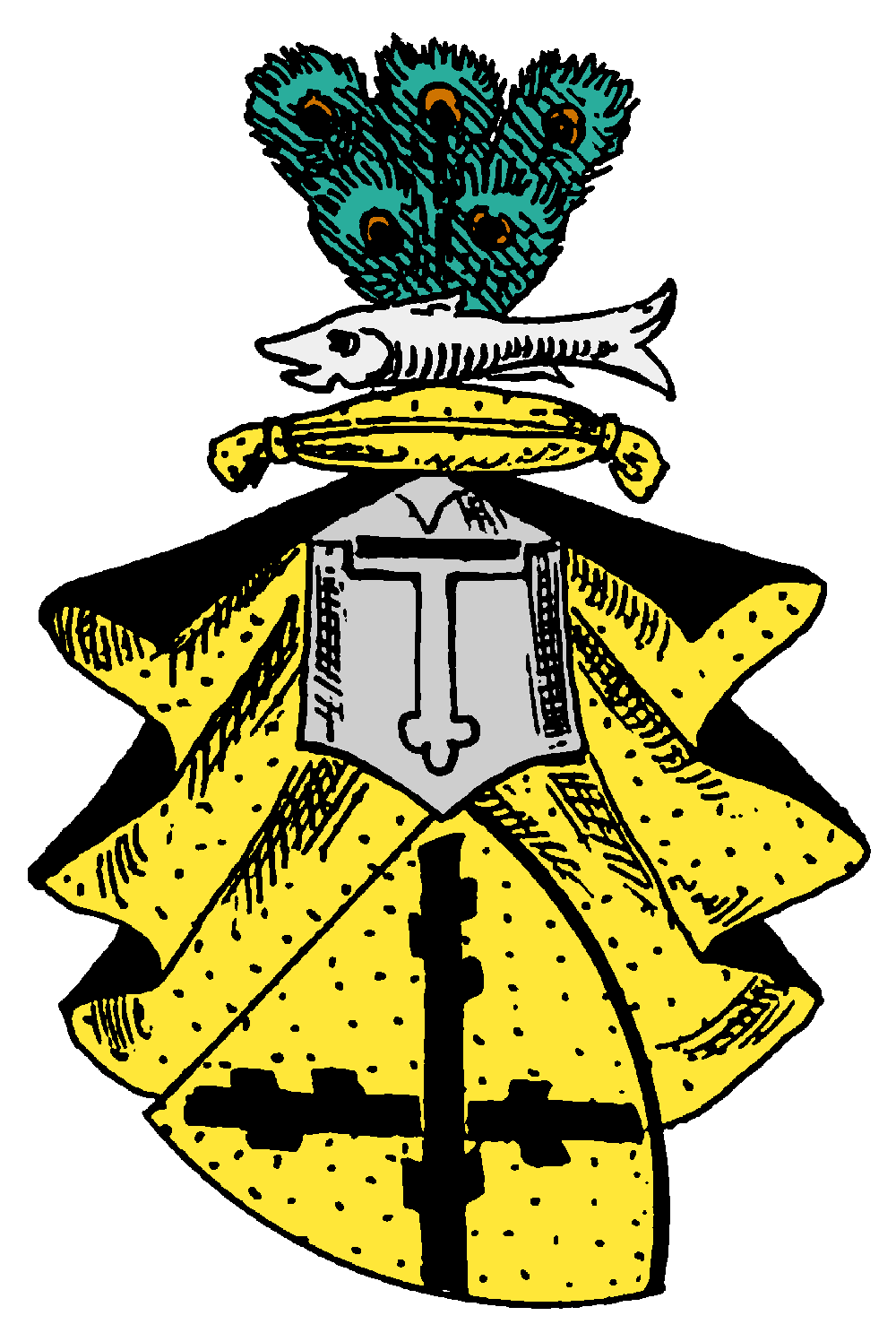

## Персоналії

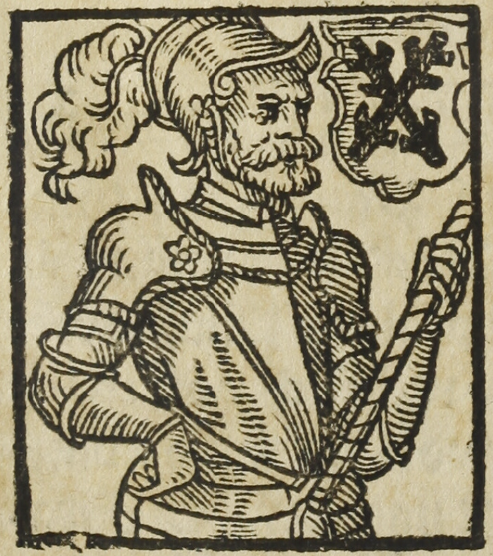
Генріх I
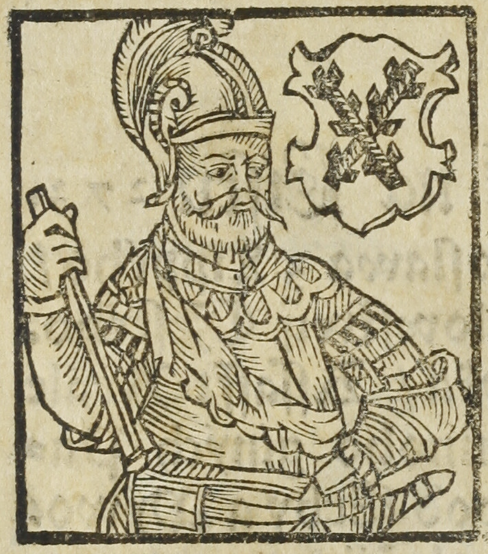
Генріх II
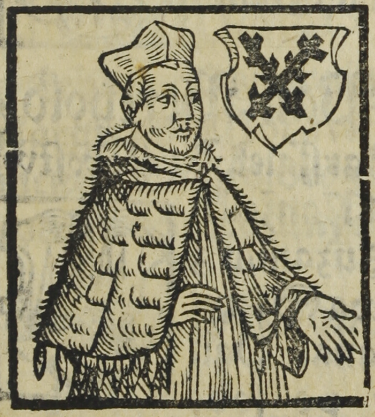
Бертольд
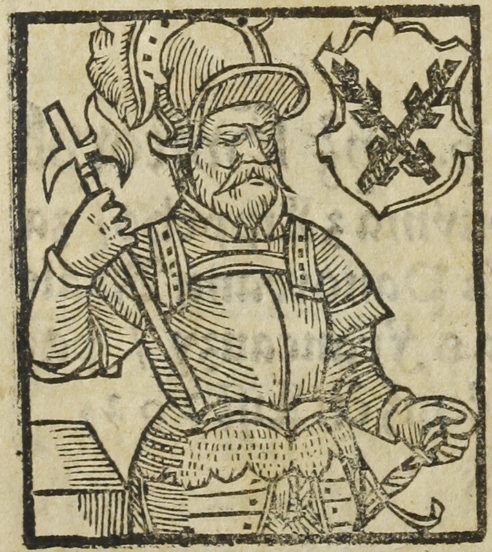
Вікентій

- Їндрих І (чеськ. Jindřich z Lipé; 1296 — 26 серпня 1329) — богемський канцлер і маршалок (1310—1311, 1315, 1319—1329), земський гетьман Моравії (1321—1328) і Богемії (1319—1321). Син Хвала.
  - Їндрих II (чеськ. Jindřich II. z Lipé; ?– бл. 1336) — богемський канцлер (1335) і маршалок (1363—1386). Син Генріха І.
    - Їндрих III (чеськ. Jindřich III. z Lipé; бл. 1321 — бл. 1405) — богемський маршалок (1363—1386). Син Генріха ІІ.
      - Гануш (? — 1415) — богемський маршалок.

  - Ян (Jan; ? — ?) — богемський маршалок (1336—1343). Син Генріха І.
  - Бертольд (лат. Berchtholdus, чеськ. Bertold; ? — ?) — богемський канцлер (1334—1347), вишеградський пробст, маршалок (1343—1347). Син Генріха І.
  - Вікентій (лат. Vincentus, чеськ. Čeněk; ? — ?) — земський гетьман Моравії (1339), богемський маршалок (1347—1363). Син Генріха І.
  - Катерина (чеськ. Kateřina; ? — ?) — донька Генріха І, черниця Брноського монастиря.
  - Клара (чеськ. Klára; ? — ?) — донька Генріха І.
  - Маркета (чеськ. Markéta; ? — ?) — донька Генріха І, черниця Марієнтальського монастиря.

- Генріх I
- Генріх II
- Бертольд
- Вікентій

## У культурі

### Відео-ігри
- 2018: Kingdom Come: Deliverance